# Pronolagus crassicaudatus
La liebre roja de Natal (Pronolagus crassicaudatus), también conocida como liebre roja de cola gruesa o gran liebre roja es una especie de mamífero lagomorfo de la familia Leporidae. Fue la única especie de liebre de las rocas admitida en un principio, además de ser la más grande de las actuales (42-50 cm de largo con una cola de 6-14 cm). Más tarde se diferenciaron las otras dos especies aceptadas actualmente, Pronolagus radensis y Pronolagus rupestris, siendo especies alopátricas y simpátricas respectivamente.

## Hábitat
Su distribución se restringe al este de Sudáfrica (de KwaZulu-Natal a la provincia del Cabo Oriental y sureste de Transvaal), este de Lesoto, sur de Suazilandia y extremo sur de Mozambique. Esta especie habita terrenos rocosos con hierba o colinas con arbustos dispersos. Al parecer no se encuentra en zonas boscosas.

## Comportamiento
Es un animal solitario y nocturno, alimentándose durante la noche y el crepúsculo principalmente de hierba y hojas.
El periodo de gestación dura aproximadamente un mes, tras el cual la madre da a luz a una o dos crías precociales y completamente cubiertas de pelo.